# Degerbrok
Degerbrok är en ö i Åland (Finland). Den ligger i Skärgårdshavet och i kommunen Brändö i landskapet Åland, i den sydvästra delen av landet. Ön ligger omkring 60 kilometer öster om Mariehamn och omkring 220 kilometer väster om Helsingfors.
Öns area är 48,1 hektar och dess största längd är 1,4 kilometer i nord-sydlig riktning. Ön höjer sig omkring 20 meter över havsytan.